# E36号線
E36号線 (E36ごうせん、英: European route E36) はヨーロッパを東西に走っている欧州自動車道路のAクラス幹線道路。

## 経路

### 経過する主要都市
- ドイツ
  - ベルリン
  - リュベナウ（英語版）
  - コトブス

- ポーランド
  - レグニツァ